# Franse parlementsverkiezingen 2002
De Franse parlementsverkiezingen van 2002 vonden op 9 en 16 juni 2002 plaats. De kiesgerechtigde bevolking koos de 12de Nationale Vergadering (Assemblée Nationale) van de Vijfde Franse Republiek.
De linkse partijen leden ten opzichte van parlementsverkiezingen van 1997 een duidelijk verlies. Behaalden de linkse partijen onder leiding van de Parti Socialiste (Socialistische Partij) gezamenlijk 319 zetels, in 2002 was dit nog maar 178 zetels. De linkse meerderheid in het parlement verdween hiermee. Rechts was de grote was de grote winnaar. Bij de parlementsverkiezingen in 1997 verloor rechts flink, met name de regeringspartij, de gaullistische Rassemblement pour la République (RPR) van president Jacques Chirac, verloor toen flink, maar herstelde zich. In 1997 behaalden de rechtse, pro-Chirac partijen slechts 257 zetels, in 2002 399 zetels. Wat bijdroeg aan de zege van de rechtse partijen was de vorming van de Union pour un Mouvement Populaire (Unie voor een Volksbeweging), een fusie van diverse rechtse partijen waaronder de PRP. De UMP als zelfstandige partij verwierf 357 zetels. Overigens was de winst voor rechts niet voorspeld in de peilingen, volgens de peilingen zouden links en pro-Chrirac rechts ongeveer evenveel stemmen behalen.
De angst dat het extreemrechtse Front National (Nationaal Front) van Jean-Marie Le Pen veel stemmen zou behalen, bleek uiteindelijk ongegrond: De partij behaalde geen zetels in de Nationale Vergadering.

## Uitslag

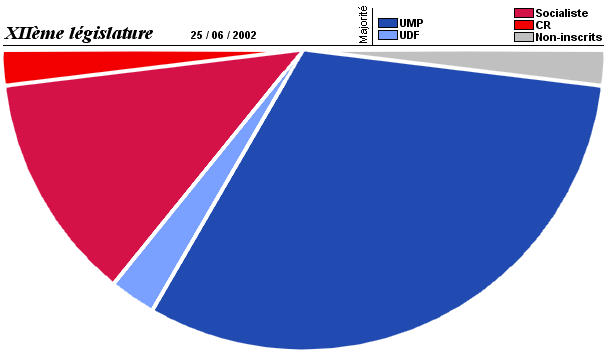
Verdeling in de Franse Nationale Vergadering

| Partijen en coalities | Partijen en coalities                       | Afkorting | Stemmen Eerste ronde | % Eerste ronde | Zetels Tweede ronde |
| --------------------- | ------------------------------------------- | --------- | -------------------- | -------------- | ------------------- |
|                       | Union pour un Mouvement Populaire           | UMP       | 8.408.023            | 33,3%          | 357                 |
|                       | Union pour la Démocratie Française          | UDF       | 1.226.462            | 4,9%           | 29                  |
|                       | Overig (centrum-)rechts                     | DVD       | 921.973              | 3,7%           | 8                   |
|                       | Mouvement pour la France                    | MPF       | 202.831              | 0,8%           | 1                   |
|                       | Démocratie Libérale                         | DL        | 104.767              | 0,4%           | 2                   |
|                       | Rassemblement pour la France                | RPF       | 94.222               | 0,4%           | 2                   |
|                       | Totaal "Presidentiële Meerderheidscoalitie" |           | 10.958.278           | 43,4%          | 399                 |
|                       | Parti Socialiste                            | PS        | 6.086.599            | 24,1%          | 141                 |
|                       | Parti Communiste Français                   | PCF       | 1.216.178            | 4,8%           | 21                  |
|                       | Les Verts                                   |           | 1.138.222            | 4,5%           | 3                   |
|                       | Parti Radical de Gauche                     | PRG       | 388.891              | 1,5%           | 7                   |
|                       | Overig (centrum-)links                      | DVG       | 275.533              | 1,1%           | 6                   |
|                       | Totaal "Verenigd Links"                     |           | 9.105.443            | 36,1%          | 178                 |
|                       | Front National                              | FN        | 2.862.960            | 11,3%          | -                   |
|                       | Chasse, Pêche, Nature, Traditions           | CPNT      | 422.448              | 1,7%           | -                   |
|                       | Ligue Communiste Révolutionnaire            | LCR       | 320.467              | 1,3%           | -                   |
|                       | Lutte Ouvrière                              | LO        | 301.984              | 1,2%           | -                   |
|                       | Pôle Républicain                            |           | 299.897              | 1,2%           | -                   |
|                       | Andere Ecologische partijen                 |           | 295.899              | 1,2%           | -                   |
|                       | Mouvement National Républicain              | MNR       | 276.376              | 1,1%           | -                   |
|                       | Overigen                                    |           | 194.946              | 0,8%           | -                   |
|                       | Overig uiterst links                        |           | 81.558               | 0,3%           | -                   |
|                       | Regionale partijen                          |           | 66.240               | 0,3%           | -                   |
|                       | Overig uiterst rechts                       |           | 59.549               | 0,2%           | -                   |
| Totaal                | Totaal                                      |           | 25.252.045           | 100            | 577                 |

## Voetnoten
1. ↑  Jean-Marie Le Pen deed het immers ook goed tijdens de presidentsverkiezingen van mei 2002

## Bron
- Winkler Prins Jaarboek 2003, blz. 132 (2003), red. Winkler Prins